# Мухинский сельсовет (Шимановский район)
Му́хинский сельсове́т — сельское поселение в Шимановском районе Амурской области.
Административный центр — село Мухино.

## История
20 июня 2005 года в соответствии с Законом Амурской области № 12-ОЗ муниципальное образование наделено статусом сельского поселения.

## Население
| 2002  | 2010  | 2011  | 2012  | 2013  | 2014  | 2015  |
| ----- | ----- | ----- | ----- | ----- | ----- | ----- |
| 1534  | ↘1309 | ↘1296 | ↗1314 | ↗1318 | ↘1289 | ↘1276 |
| 2016  | 2017  | 2018  | 2021  |       |       |       |
| ↘1269 | ↘1232 | ↘1214 | ↘1048 |       |       |       |

## Состав сельского поселения
| № | Населённый пункт | Тип населённого пункта       | Население |
| - | ---------------- | ---------------------------- | --------- |
| 1 | Ключевое         | село                         | ↘363      |
| 2 | Мухино           | село, административный центр | ↘850      |
| 3 | Переселенец      | железнодорожная станция      | →1        |
| 4 | Ту               | железнодорожная станция      | →0        |